# Evert Hindersson
Evert Hindersson ("Efuert Hindrichson"), död efter 1615, var en svensk handelsman, godsägare och lagman under slutet av 1500-talet.
Evert Hindersson var son till prosten och kyrkoherden i Torsåkers socken, Ångermanland, Henricus Erici. Fadern som även drev handel i Norrland kom att räknas som en av hemtraktens storbönder. Evert Hindersson var troligen född på 1530-talet. 1559 var han hemmansägare i Holm, Överlännäs socken och ägde då redan halva byn. 1573 var han ensam ägare till hela byn och utökade efterhand sitt ägande genom jordköp i Överlännäs och senare även i den angränsande socknen Sånga och lade därmed grunden till det godsinnehav som senare kom att bli Holms säteri. Därutöver sysslade han liksom sin far med handel i Norrland, och köpte bland annat upp skinn som han sålde till fogdarna för hovets räkning. Vidare köpte han upp fisk som hans sålde i Stockholm där han i stället köpte upp salt som såldes i Norrland. Han ägde även andelar i fartyg som skötte transporterna av knektar till Narva. 1564 utsågs han till underlagman i det då av Sverige ockuperade Jämtland. Då Jämtland återställdes till Danmark-Norge blev han i stället underlagman i Ångermanland, ett ämbete han lade ned till förmån för sin son Samson Evertsson 1598.
Flera av hans ättlingar tog sig namnet Zynth. Han var mormors far till Erik Dahlbergh.